# Irakischer Widerstand

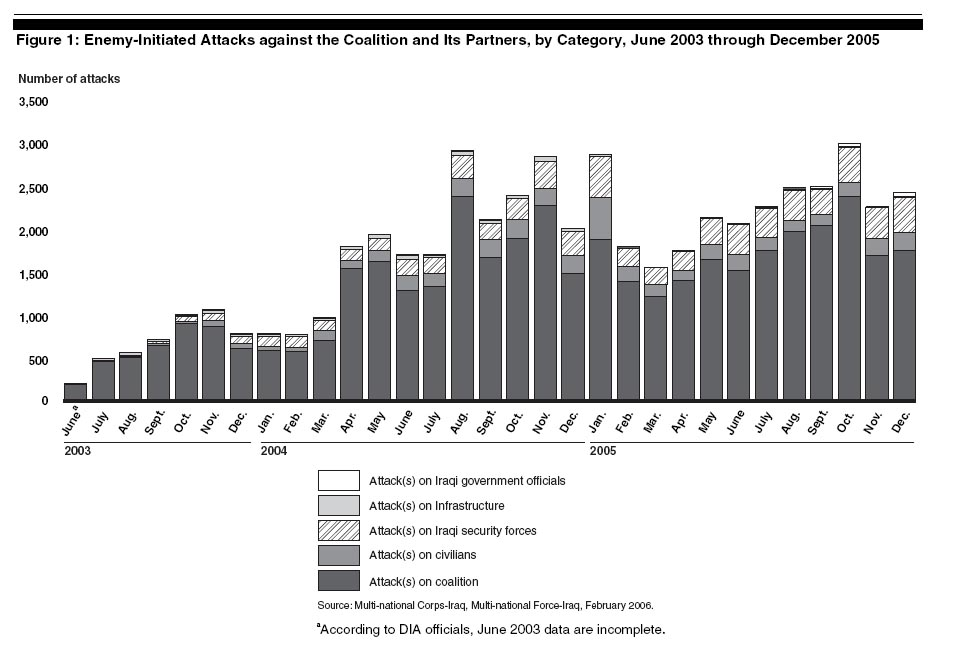
Entwicklung der Angriffe von 2003 bis Ende 2005

Als Irakischer Widerstand werden bewaffnete Gruppierungen bezeichnet, die gegen die Besetzung des Iraks kämpften. Die Gewalt richtete sich gegen ausländische wie gegen irakische Streitkräfte. Parallel dazu flammte ein Bürgerkrieg auf.
Der Aufstand begann kurz nach der Invasion durch die Koalition der Willigen und noch vor der Etablierung einer neuen irakischen Regierung. Von 2004 bis zum Mai 2007 nahmen die irakischen Aufständischen vor allem Koalitionstruppen, aber auch Truppen der neuen irakischen Regierung ins Visier. 10 % der Attacken richteten sich gegen irakische Zivilisten. Diese forderten die meisten Opfer.

## Irakische Widerstandsgruppen
Nationalisten und Islamisten
Der IS (ursprünglich Islamische Armee im Irak) ist eine islamistische Terrororganisation.
Die Bataillone der 1920er Revolution (bezugnehmend auf den Irakischen Aufstand 1920) sind kleiner als der IS. Die Organisation ist die einzige, deren Name nicht auf einen religiösen, sondern auf einen nationalen Hintergrund verweist.
Die Hamas Irak spaltete sich am 18. März 2007 von den Bataillonen der 1920er Revolution ab. Die Bataillone der 1920er Revolution behaupten, dass die Hamas Irak den US-Streitkräften in der Provinz Diyala im Kampf gegen al-Qaida im Irak assistierte.
Die Jaish Muhammad (Armee Mohammeds; JM) besteht vor allem aus sunnitischen Irakern. Viele Mitglieder der Baath-Partei des Irak sind in der Armee Mohammeds organisiert. Bereits während des Kuwait-Krieges 1991 hatte der damalige Präsident des Irak Saddam Hussein die irakische Armee als Armee Mohammeds bezeichnet. Der Anführer der irakischen Baath-Partei Izzat Ibrahim ad-Duri soll mit der JM zusammenarbeiten.
Zunächst soll auch Mohammed Younis al-Ahmed al-Muwali Aufständische von einem Stützpunkt aus Syrien angeleitet haben. Bis 2007 galt er als Konkurrent von Izzat Ibrahim ad-Duri.
Dschihadisten
Ansar as-Sunna wird manchmal auch als die größte Aufstandsbewegung angesehen. Sie ist eine militante, kurdisch-arabische Islamistengruppierung sunnitischer Prägung, die eine radikale Deutung des Islams und des Heiligen Krieges im Irak vertritt.
Ansar al-Islam ist eine kurdisch-islamistische Gruppierung aus dem Nordirak, die eine radikale Deutung des Islams vertritt und bis zum Irakkrieg dutzende Dörfer in einem Gebiet vom äußersten Nordirak bis zur iranischen Grenze unter Kontrolle hatte. Ansar wurde verdächtigt, Kontakt zur Al-Qaida zu haben. Nach der US-Invasion 2003 beteiligte sie sich an zahlreichen Anschlägen und Selbstmordattentaten mit vielen Toten. Höchstwahrscheinlich hat sie sich im September 2003 mit Ansar as-Sunna vereinigt.
al-Qaida im Irak ist die bekannteste Terrororganisation im Irak.
Ehemalige Organisationen
Die Saddam-Fedajin waren eine paramilitärische, gut ausgebildete und ausgerüstete Miliz im Irak.

## Politischer Rat des irakischen Widerstands
Die sowohl in der Reform- und Dschihad-Front und der Front für Dschihad und Wandel zusammengeschlossenen Widerstandsorganisationen schlossen sich mit dem Bündnis Islamische Front des irakischen Widerstands, welches vor allem Aufständische aus den Provinzen nördlich und östlich von Bagdad umfasst, und der Hamas Irak zum Politischen Rat des irakischen Widerstands zusammen.